# کوشکوک ناهوک
کوشکوک ناهوک، روستایی در دهستان ناهوک بخش مرکزی شهرستان سراوان در استان سیستان و بلوچستان ایران است. این روستا، مرکز دهستان ناهوک است.

## جمعیت
بر پایه سرشماری عمومی نفوس و مسکن در سال ۱۳۹۵، جمعیت این روستا برابر با ۹۵۹ نفر (۲۷۸ خانوار) بوده‌است.